# 신경계
신경계(神經系, 영어: nervous system)는 동물이 자신을 둘러싼 환경으로부터 자극을 받아들이고 반응을 일으키는 것과 관련된 계통이다. 해파리나 말미잘과 같은 자포동물은 단순한 신경망으로 촉수와 위수강을 움직인다. 척추동물과 같은 보다 복잡한 동물들은 신경원이라 불리는 중추신경계, 말초신경계, 자율신경계와 같은 신경망으로 감각을 느끼고 몸을 조절한다.

## 구조
대부분의 무척추동물과 모든 척추동물의 감각수용기와 운동반응기는 신경계의 방식으로 연결되어 있다. 이러한 동물의 신경계는 신경 세포와 신경아교세포로 이루어져 있다. 감각수용기와 연결된 뉴런을 감각 뉴런이라 하고 운동반응기와 연결된 뉴런을 운동 뉴런이라 한다. 감각 뉴런과 운동 뉴런은 뇌와 척수에 있는 연합 뉴런에 연결되어 있다. 연합 뉴런은 감각 뉴런을 통해 전달된 감각을 파악하고 운동뉴런을 통해 몸을 움직이게 한다. 연합 뉴런이 있는 뇌와 척수를 합해 중추신경계라 한다. 척추동물의 중추신경계는 뉴런이라 불리는 특수한 세포로 된 신경망을 사용하여 신체의 다양한 활동을 통합하고 조절한다.

### 조직학
신경 조직은 신경원과 지주조직으로 이루어져 있다. 중추신경계의 지주조직은 신경교라 하고 말초신경계의 지주조직은 백색결합조직으로 되어 있다. 신경세포는 세포체와 신경세포돌기로 이루어져 있다. 세포체에는 핵과 세포소기관이 있고, 세포체에서 뻗어 나온 신경세포돌기는 축삭돌기와 가지돌기로 나뉘며 축색돌기는 길게 이어져 여러 갈래로 나뉘어 감각 기관이나 운동 기관에 연결된다.

### 해부학적 구분

#### 중추신경계
중추신경계는 뇌와 척수로 이루어진 신경계이다.

#### 자율신경계
자율신경계는 주로 평활근의 운동과 분비샘의 활동을 지배하여 동물 내부의 환경을 일정하게 유지하는 역할을 하는 신경계로 교감신경과 부교감신경으로 이루어진다. 두 신경은 대부분 쌍으로 신체 기관과 연결되어 있어 서로 길항적인 작용을 한다. 자율신경계는 중추신경계 밖에서 뉴런을 한번 교체한 후 말초에 이르며 중추신경으로부터 자극을 전달받으면 교감신경은 노르에피네프린을 분비하고 부교감신경의 경우 아세틸콜린이 분비된다. 자율신경이란 이름은 대뇌의 직접적인 지배를 받지 않는다는 의미로 붙여진 것이나 실제는 시상하부와 그 밖의 여러 중추신경의 지배를 받아 어느 정도 의식적인 조절이 가능하다.

#### 말초신경계
중추신경계에서 갈라져 나와 몸의 각 기관에 연결되는 신경계이다.

## 진화
가장 간단한 신경계는 자포동물의 것으로 서로 거미줄처럼 연결된 신경망을 통해 연결되어 있다. 자포동물의 신경계는 촉수가 받은 자극이 전체 뉴런에 전달되고 이에 따라 모든 촉수를 오므리는 반사를 일으킨다. 보다 정교한 신경계는 편형동물에서 발견된다. 편형 동물은 몸체의 위에서 아래로 두개의 신경 다발이 평행하게 지나가며 여기에서 말초신경계가 몸 전체로 퍼져 나간다. 두개의 신경은 몸 앞에서 만나 부풀어 올라 두 신경 다발을 연결하는 연합뉴런을 가지고 있다. 후속되는 진화는 모두 편형동물이 갖고 있는 신경계를 보다 정교하게 발전시킨 것이라 할 수 있다. 신경계의 진화에는 크게 다섯 가지의 흐름이 확인된다.
- 보다 정교한 감각 기작
- 중추신경계와 말초신경계의 분화
- 감각신경과 운동신경의 분화
- 더 복잡해지는 연합신경
- 뇌의 정교화

## 자극의 전달
감각 기관과 중추신경계, 중추 신경계와 운동 기관사이의 자극 전달은 신경 섬유의 전기화학적 전도에 의해 이루어진다. 자극이 없는 휴지 상태일 때 신경 섬유의 내부는 세포 외액에 대해 전기적으로 음(-)으로 하전되어 있으며 세포막을 경계로 한 전위차인 휴지막전위는 약 -70mV이다. 신경세포에 자극이 전달되면 막전위가 감소된다. 자극의 크기가 작으면 휴지막전위는 -70mV로 회복되나 15mV이상의 전위 감소가 일어나 막전위가 -55mV에 이르면 막전위는 순간적으로 +35mV가 되는 역전위 현상을 보이고 이전의 휴지막전위로 회복된다. 이와 같은 자극에 의한 신경세포의 전위 변화를 활동 전위라 한다. 이러한 전위 변화가 신경 줄기를 따라 연속적으로 일어나 신경의 자극이 전달된다.
한편, 한 뉴런의 축삭돌기 말단과 다른 뉴런의 가지돌기가 만나는 부분을 시냅스라 하는데 이 둘 사이에는 구조적 결합이 없이 체액으로 둘러싸인 약 20nm의 간극이 있다. 시냅스 구조를 이루는 축삭돌기 말단에는 다량의 화학전달물질을 함유한 시냅스소포가 있어 여기에서 분비되는 아세틸콜린과 같은 화학물질에 의해 뉴런 사이의 자극 전달이 이루어진다.

## 신경가소성
가소성(可塑性,plasticity)은 어떤 유전자형의 발현이 특정한 환경 요인을 따라 특정 방향으로 변화하는 성질이다.

## 같이 보기
- 생리학
  - 해부생리학
- 무릎 반사(영어판)